# Championnat d'Espagne de football 2009-2010
Navigation
Championnat d'Espagne 2008-2009 Championnat d'Espagne 2010-2011
La saison 2009-2010 de Liga BBVA est la 79e édition de la première division espagnole.
Les 20 clubs participant au championnat affrontent à deux reprises les 19 autres.
Six places sont qualificatives pour les compétitions européennes, la dernière place étant celle du vainqueur de la Coupe du Roi 2009-2010.

## Qualifications en Coupe d'Europe
Ligue des champions
À l'issue de la saison, les clubs placés aux trois premières places du championnat se qualifient pour la phase de groupes de la Ligue des champions 2009-2010. Le club arrivé quatrième se qualifie quant à lui pour le tour de barrages des non-champions de cette même Ligue des champions.
Ligue Europa
L'Espagne a trois places en Ligue Europa 2009-2010. L'une revient au vainqueur de la Coupe du Roi. Si ce dernier ne peut pas participer à la Ligue Europa car déjà qualifié, le finaliste prend sa place, voire ensuite le premier non-qualifié du championnat (septième). Deux autres places reviennent aux premiers non-qualifiés du championnat (cinquième et au sixième). Le rang en championnat détermine qui des trois clubs reçoit la moins avantageuse des places, celle qui ne qualifie que pour le 3e tour de qualification et non pour les barrages. Cependant, le vainqueur de la Coupe reçoit toujours la meilleure place.

## Les 20 clubs participants

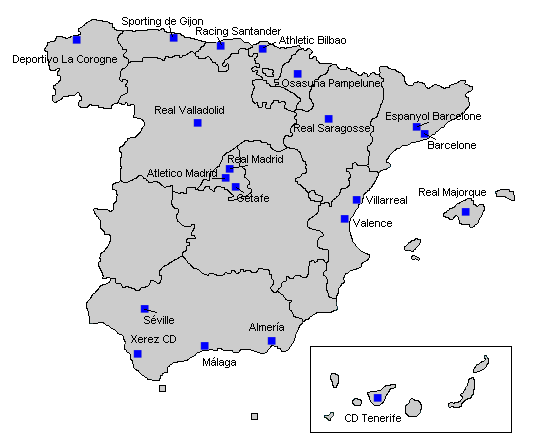
Localisation des clubs engagés dans le championnat.

Légende des couleurs
- Phase de groupes de la Ligue des champions de l'UEFA 2009-2010
- Tour de barrages de la Ligue des champions de l'UEFA 2009-2010
- Tour de barrages de la Ligue Europa 2009-2010
- Troisième tour de qualification de la Ligue Europa 2009-2010
- Promu de Liga B

| Club                      | Dernière montée | Classement 2008-2009 | Entraîneurs                                                                | Depuis | Stade                     | Capacité théorique | Ville                |
| ------------------------- | --------------- | -------------------- | -------------------------------------------------------------------------- | ------ | ------------------------- | ------------------ | -------------------- |
| UD Almería                | 2007            | 11                   | Juanma Lillo                                                               | 2009   | Estadio del Mediterráneo  | 22 000             | Almería              |
| Athletic Club             | 1928            | 13                   | Joaquín Caparrós                                                           | 2007   | San Mamés                 | 39 750             | Bilbao               |
| Club Atlético de Madrid   | 2001            | 4                    | Abel Resino (23/10/09) Quique Sánchez Flores                               | 2009   | Stade Vicente Calderón    | 54 851             | Madrid               |
| FC Barcelone              | 1928            | 1                    | Josep Guardiola                                                            | 2008   | Camp Nou                  | 98 772             | Barcelone            |
| RCD de La Corogne         | 1991            | 7                    | Miguel Ángel Lotina                                                        | 2007   | Stade du Riazor           | 34 600             | La Corogne           |
| RCD Espanyol de Barcelone | 1994            | 10                   | Mauricio Pochettino                                                        | 2009   | Estadio Cornellá-El Prat  | 55 926             | Barcelone            |
| Getafe CF                 | 2005            | 17                   | Míchel                                                                     | 2009   | Coliseum Alfonso Pérez    | 16 300             | Getafe               |
| Málaga CF                 | 2008            | 8                    | Juan Ramós Muniz                                                           | 2009   | Stade La Rosaleda         | 35 530             | Malaga               |
| Club Atlético Osasuna     | 2000            | 15                   | José Antonio Camacho                                                       | 2008   | Estadio Reyno de Navarra  | 19 553             | Pampelune            |
| RCD Racing de Santander   | 1973            | 12                   | Juan Carlos Mandiá (09/11/09) Miguel Ángel Portugal                        | 2009   | El Sardinero              | 22 400             | Santander            |
| Real Madrid CF            | 1928            | 2                    | Manuel Pellegrini                                                          | 2009   | Stade Santiago Bernabéu   | 80 354             | Madrid               |
| RCD Majorque              | 1997            | 9                    | Gregorio Manzano                                                           | 2005   | ONO Estadi                | 23 142             | Majorque             |
| Real Valladolid           | 2007            | 16                   | José Luis Mendilibar (01/02/10) Onésimo Sánchez (05/04/10) Javier Clemente | 2006   | Stade José Zorilla        | 26 512             | Valladolid           |
| Real Saragosse            | 2009            | 2 (LB)               | José Aurelio Gay                                                           | 2009   | La Romareda               | 34 500             | Saragosse            |
| Séville FC SAD            | 2001            | 3                    | Manolo Jiménez (23/03/10) Antonio Álvarez Giráldez                         | 2007   | Stade Sánchez Pizjuán     | 45 500             | Séville              |
| Real Sporting de Gijón CF | 2008            | 14                   | Manuel Preciado                                                            | 2006   | El Molinón                | 25 885             | Gijón                |
| CD Tenerife               | 2009            | 3 (LB)               | José Luis Oltra                                                            | 2007   | Heliodoro Rodríguez López | 24 000             | Tenerife             |
| Valence CF                | 1987            | 6                    | Unai Emery                                                                 | 2008   | Mestalla                  | 55 000             | Valence              |
| Villarreal CF             | 2000            | 5                    | Ernesto Valverde (31/01/10) Juan Carlos Garrido                            | 2009   | El Madrigal               | 23 000             | Villarreal           |
| Xerez CD                  | 2009            | 1(LB)                | José Ángel Ziganda (12/01/10) Néstor Gorosito                              | 2009   | Municipal Chapín          | 20 300             | Jerez de la Frontera |

## Compétition

### Calendrier
|    | Juillet       | Août             | Septembre | Octobre       | Novembre       | Décembre  | Janvier                    | Février             | Mars          | Avril         | Mai          | Juin          |
| -- | ------------- | ---------------- | --------- | ------------- | -------------- | --------- | -------------------------- | ------------------- | ------------- | ------------- | ------------ | ------------- |
| 1  | mer.          | sam.             | mar.      | Journée 2     | 9              | mar.      | ven.                       | lun.                | lun.          | 1/4 de finale | sam.         | mar.          |
| 2  | jeu.          | dim.             | mer.      | ven.          | lun.           | Journée 5 | sam.                       | mar.                | mar.          | ven.          | 35           | mer.          |
| 3  | ven.          | lun.             | jeu.      | sam.          | Journée 4      | Journée 5 | 16                         | Demi-finales aller  | France        | sam.          | lun.         | jeu.          |
| 4  | sam.          | mar.             | ven.      | 6             | Journée 4      | ven.      | lun.                       | Demi-finales aller  | jeu.          | 30            | mar.         | ven.          |
| 5  | dim.          | mer.             | Belgique  | lun.          | Journée 4      | sam.      | Huitièmes de finale aller  | ven.                | ven.          | lun.          | 36           | Rép. de Corée |
| 6  | lun.          | 3e tour prél.    | dim.      | mar.          | ven.           | 13        | Huitièmes de finale aller  | sam.                | sam.          | 1/4 de finale | jeu.         | dim.          |
| 7  | mar.          | ven.             | lun.      | mer.          | sam.           | lun.      | Huitièmes de finale aller  | 21                  | 25            | 1/4 de finale | ven.         | lun.          |
| 8  | mer.          | sam.             | mar.      | jeu.          | 10             | Journée 6 | ven.                       | lun.                | lun.          | 1/4 de finale | sam.         | Pologne       |
| 9  | jeu.          | dim.             | Estonie   | ven.          | lun.           | Journée 6 | sam.                       | mar.                | 1/8 de finale | ven.          | 37           | mer.          |
| 10 | ven.          | lun.             | jeu.      | Arménie       | 3e tour retour | jeu.      | 17                         | Demi-finales retour | 1/8 de finale | sam.          | lun.         | jeu.          |
| 11 | sam.          | mar.             | ven.      | dim.          | 3e tour retour | ven.      | lun.                       | Demi-finales retour | 1/8 de finale | 31            | mar.         | ven.          |
| 12 | dim.          | Macédoine        | sam.      | lun.          | 3e tour retour | sam.      | Huitièmes de finale retour | ven.                | ven.          | lun.          | Finale       | sam.          |
| 13 | lun.          | jeu.             | 2         | mar.          | ven.           | 14        | Huitièmes de finale retour | sam.                | sam.          | mar.          | jeu.         | dim.          |
| 14 | mar.          | ven.             | lun.      | Bosnie-H.     | Argentine      | lun.      | Huitièmes de finale retour | 22                  | 26            | 32            | ven.         | lun.          |
| 15 | mer.          | sam.             | Journée 1 | jeu.          | dim.           | mar.      | ven.                       | lun.                | lun.          | jeu.          | sam.         | mar.          |
| 16 | jeu.          | Supercopa        | Journée 1 | ven.          | lun.           | Journée 6 | sam.                       | 1/8 de finale       | 1/8 de finale | ven.          | 38           | Suisse        |
| 17 | ven.          | lun.             | Journée 1 | sam.          | mar.           | Journée 6 | 18                         | 1/8 de finale       | 1/8 de finale | sam.          | lun.         | jeu.          |
| 18 | sam.          | Tour de barrages | ven.      | 7             | Autriche       | ven.      | lun.                       | 1/16 de finale      | 1/8 de finale | 33            | mar.         | ven.          |
| 19 | dim.          | Tour de barrages | sam.      | lun.          | jeu.           | sam.      | mar.                       | ven.                | ven.          | lun.          | Finale       | sam.          |
| 20 | lun.          | Barrages         | 3         | Journée 3     | ven.           | 15        | Quarts de finale aller     | sam.                | sam.          | Demi-finales  | jeu.         | dim.          |
| 21 | mar.          | ven.             | lun.      | Journée 3     | sam.           | lun.      | Quarts de finale aller     | 23                  | 27            | Demi-finales  | ven.         | Honduras      |
| 22 | mer.          | sam.             | mar.      | Journée 3     | 11             | mar.      | ven.                       | lun.                | lun.          | Demi-finales  | Finale       | mar.          |
| 23 | jeu.          | Supercopa        | 4         | ven.          | lun.           | mer.      | sam.                       | 1/8 de finale       | mar.          | ven.          | dim.         | mer.          |
| 24 | ven.          | lun.             | jeu.      | sam.          | Journée 5      | jeu.      | 19                         | 1/8 de finale       | 28            | sam.          | lun.         | jeu.          |
| 25 | sam.          | Tour de barrages | ven.      | 8             | Journée 5      | ven.      | lun.                       | 1/16 de finale      | jeu.          | 34            | mar.         | Chili         |
| 26 | dim.          | Tour de barrages | sam.      | lun.          | jeu.           | sam.      | mar.                       | ven.                | ven.          | lun.          | mer.         | sam.          |
| 27 | lun.          | Barrages         | 5         | 3e tour aller | ven.           | dim.      | Quarts de finale retour    | sam.                | sam.          | Demi-finales  | jeu.         | dim.          |
| 28 | mar.          | ven.             | lun.      | 3e tour aller | sam.           | lun.      | Quarts de finale retour    | 24                  | 29            | Demi-finales  | ven.         | lun.          |
| 29 | mer.          | sam.             | Journée 2 | 3e tour aller | 12             | mar.      | ven.                       |                     | lun.          | Demi-finales  | Ar. saoudite | Portugal      |
| 30 | 3e tour prél. | 1                | Journée 2 | ven.          | lun.           | mer.      | sam.                       |                     | 1/4 de finale | ven.          | dim.         | mer.          |
| 31 | ven.          | lun.             |           | sam.          |                | jeu.      | 20                         |                     | 1/4 de finale |               | lun.         |               |
|    | Juillet       | Août             | Septembre | Octobre       | Novembre       | Décembre  | Janvier                    | Février             | Mars          | Avril         | Mai          | Juin          |

### Classement
Le classement est établi sur le barème de points classique (victoire à 3 points, match nul à 1, défaite à 0).
Pour départager les égalités, on tient d'abord compte de la différence de buts particulière, puis la différence de buts générale, puis le nombre de buts marqués et enfin si la qualification ou relégation est en jeu, les deux équipes jouent une rencontre d'appui sur terrain neutre.
mis à jour le 9 mai 2010
| Rang | Équipe                 | Pts | J  | G  | N  | P  | Bp  | Bc | Diff |
| ---- | ---------------------- | --- | -- | -- | -- | -- | --- | -- | ---- |
| 1    | FC Barcelone T S SU MC | 99  | 38 | 31 | 6  | 1  | 98  | 24 | +74  |
| 2    | Real Madrid            | 96  | 38 | 31 | 3  | 4  | 102 | 35 | +67  |
| 3    | Valence CF             | 71  | 38 | 21 | 8  | 9  | 59  | 40 | +19  |
| 4    | Séville FC C           | 63  | 38 | 19 | 6  | 13 | 65  | 49 | +16  |
| 5    | RCD Majorque           | 62  | 38 | 18 | 8  | 12 | 59  | 44 | +15  |
| 6    | Getafe CF              | 58  | 38 | 17 | 7  | 14 | 58  | 48 | +10  |
| 7    | Villarreal CF          | 57  | 38 | 16 | 8  | 14 | 58  | 57 | +1   |
| 8    | Athletic Bilbao        | 54  | 38 | 15 | 9  | 14 | 50  | 53 | -3   |
| 9    | Atlético de Madrid C3  | 47  | 38 | 13 | 8  | 17 | 57  | 61 | -4   |
| 10   | Deportivo La Corogne   | 47  | 38 | 13 | 8  | 17 | 35  | 49 | -14  |
| 11   | Espanyol de Barcelone  | 44  | 38 | 11 | 11 | 16 | 29  | 46 | -17  |
| 12   | CA Osasuna             | 43  | 38 | 11 | 10 | 17 | 37  | 46 | -9   |
| 13   | UD Almeria             | 42  | 38 | 10 | 12 | 16 | 43  | 55 | -12  |
| 14   | Real Saragosse P       | 41  | 38 | 10 | 11 | 17 | 46  | 64 | -18  |
| 15   | Sporting de Gijón      | 40  | 38 | 9  | 13 | 16 | 36  | 51 | -15  |
| 16   | Racing de Santander    | 39  | 38 | 9  | 12 | 17 | 42  | 59 | -17  |
| 17   | Málaga CF              | 37  | 38 | 7  | 16 | 15 | 42  | 48 | -6   |
| 18   | Real Valladolid        | 36  | 38 | 7  | 15 | 16 | 37  | 62 | -25  |
| 19   | CD Tenerife P          | 36  | 38 | 9  | 9  | 20 | 40  | 74 | -34  |
| 20   | Xerez CD P             | 34  | 38 | 8  | 10 | 20 | 38  | 66 | -28  |

Qualifications européennes
Ligue des champions 2010-2011
- 1er 2e et 3e : phase de groupes
- 4e : tour de barrages pour non-champions

Ligue Europa 2010-2011
- C3 : phase de groupes
- 6e et 7e : tour de barrages

Relégation
- 18e, 19e et 20e : relégation en Liga Adelante

Abréviations
- T : Tenant du titre
- S : Vainqueur de la Supercoupe d'Espagne 2009
- SU : Vainqueur de la Supercoupe de l'UEFA 2009
- MC : Vainqueur du Mondial des clubs 2009
- C : Vainqueur de la Coupe du Roi 2009-2010
- C3 :  Vainqueur de la Ligue Europa 2009-2010
- P : Promus de Liga Adelente 2008-2009

### Leader journée par journée
Mis à jour le 9 mai 2010

### Matchs
| Résultats (▼dom., ►ext.)                                   | ATB | ATM | OSA | DEP | FCB | GET | MLG | SAN | ESP | RCD | RMA | RVA | SAR | SFC | GIJ | TEN | ALM | VAL | VIL | XER |
| Athletic Bilbao                                            |     | 2-0 | 2-0 | 2-0 | 1-1 | 2-2 | 1-1 | 4-3 | 1-0 | 1-3 | 1-0 | 2-0 | 0-0 | 0-4 | 1-2 | 4-1 | 4-1 | 1-2 | 3-2 | 3-2 |
| Atlético Madrid                                            | 2-0 |     | 1-0 | 3-0 | 2-1 | 0-3 | 0-2 | 1-1 | 4-0 | 1-1 | 2-3 | 3-1 | 2-1 | 2-1 | 3-2 | 3-1 | 2-2 | 4-1 | 1-2 | 1-2 |
| Osasuna                                                    | 0-0 | 3-0 |     | 3-0 | 1-1 | 0-0 | 2-2 | 1-3 | 2-0 | 0-1 | 0-0 | 1-1 | 2-0 | 0-2 | 1-0 | 1-0 | 1-0 | 1-3 | 1-1 | 1-1 |
| Deportivo La Corogne                                       | 3-1 | 2-1 | 1-0 |     | 1-3 | 1-3 | 1-0 | 1-1 | 2-3 | 1-0 | 1-3 | 0-2 | 0-1 | 1-0 | 1-1 | 3-1 | 0-0 | 0-0 | 1-0 | 2-1 |
| FC Barcelone                                               | 4-1 | 5-2 | 2-0 | 3-0 |     | 2-1 | 2-1 | 4-0 | 1-0 | 4-2 | 1-0 | 3-0 | 6-1 | 4-0 | 3-0 | 4-1 | 1-0 | 3-0 | 1-1 | 3-1 |
| Getafe                                                     | 2-0 | 1-0 | 2-1 | 0-2 | 0-2 |     | 2-1 | 0-0 | 1-1 | 3-0 | 2-4 | 1-0 | 0-2 | 4-3 | 1-1 | 2-1 | 2-2 | 3-1 | 3-0 | 5-1 |
| Málaga                                                     | 1-1 | 3-0 | 1-1 | 0-0 | 0-2 | 1-0 |     | 1-2 | 2-1 | 2-1 | 1-1 | 0-0 | 1-1 | 1-2 | 1-1 | 1-1 | 1-2 | 0-1 | 2-0 | 2-4 |
| Santander                                                  | 0-2 | 1-1 | 1-1 | 0-1 | 1-4 | 1-4 | 0-3 |     | 3-1 | 0-0 | 0-2 | 1-1 | 0-0 | 1-5 | 2-0 | 2-0 | 0-2 | 0-1 | 1-2 | 3-2 |
| Espanyol Barcelone                                         | 1-0 | 3-0 | 2-1 | 2-0 | 0-0 | 0-2 | 2-1 | 0-4 |     | 1-1 | 0-3 | 1-1 | 2-1 | 2-0 | 0-0 | 2-1 | 2-0 | 0-2 | 1-1 | 0-0 |
| RCD Majorque                                               | 2-0 | 4-1 | 2-0 | 2-0 | 0-1 | 3-1 | 1-1 | 1-0 | 2-0 |     | 1-4 | 3-0 | 4-1 | 1-3 | 3-0 | 4-0 | 3-1 | 3-2 | 1-0 | 2-0 |
| Real Madrid                                                | 5-1 | 3-2 | 3-2 | 3-2 | 0-2 | 2-0 | 2-0 | 1-0 | 3-0 | 2-0 |     | 4-2 | 6-0 | 3-2 | 3-1 | 3-0 | 4-2 | 2-0 | 6-2 | 5-0 |
| Valladolid                                                 | 2-2 | 0-4 | 1-2 | 4-0 | 0-3 | 0-0 | 1-2 | 2-1 | 0-0 | 1-2 | 1-4 |     | 1-1 | 2-1 | 2-1 | 3-3 | 1-1 | 2-4 | 0-2 | 0-0 |
| Saragosse                                                  | 1-2 | 1-1 | 0-1 | 0-0 | 2-4 | 3-0 | 2-0 | 2-2 | 1-0 | 1-1 | 1-2 | 1-2 |     | 2-1 | 1-3 | 1-0 | 2-1 | 3-0 | 3-3 | 0-0 |
| Séville FC                                                 | 0-0 | 3-1 | 1-0 | 1-1 | 2-3 | 1-2 | 2-2 | 1-2 | 0-0 | 2-0 | 2-1 | 1-1 | 4-1 |     | 3-0 | 3-0 | 1-0 | 2-1 | 3-2 | 1-1 |
| Gijón                                                      | 0-0 | 1-1 | 3-2 | 2-1 | 0-1 | 1-0 | 2-2 | 0-1 | 1-0 | 4-1 | 0-0 | 0-2 | 1-1 | 0-1 |     | 0-2 | 1-0 | 1-1 | 1-0 | 2-2 |
| Tenerife                                                   | 1-0 | 1-1 | 2-1 | 0-1 | 0-5 | 3-2 | 2-2 | 2-1 | 4-1 | 1-0 | 1-5 | 0-0 | 1-3 | 1-2 | 2-1 |     | 2-2 | 0-0 | 2-2 | 1-0 |
| Almería                                                    | 1-4 | 1-0 | 2-0 | 1-1 | 2-2 | 1-0 | 1-0 | 2-2 | 0-1 | 1-1 | 1-2 | 0-0 | 1-0 | 4-2 | 3-1 | 1-1 |     | 0-3 | 2-3 | 1-0 |
| Valence                                                    | 2-0 | 2-2 | 3-0 | 1-0 | 0-0 | 2-1 | 1-0 | 0-0 | 1-0 | 1-1 | 2-3 | 2-0 | 3-1 | 2-0 | 2-2 | 1-0 | 2-0 |     | 4-1 | 3-1 |
| Villarreal                                                 | 2-1 | 2-1 | 0-2 | 1-0 | 1-4 | 3-2 | 2-1 | 2-0 | 0-0 | 1-1 | 0-2 | 3-1 | 4-2 | 3-0 | 1-0 | 5-0 | 1-1 | 2-0 |     | 2-0 |
| Xerez                                                      | 0-1 | 0-2 | 1-2 | 0-3 | 0-2 | 0-1 | 1-1 | 2-2 | 1-1 | 2-1 | 0-3 | 3-0 | 3-2 | 0-2 | 0-0 | 2-1 | 2-1 | 1-3 | 2-1 |     |
| - Victoire à domicile - Match nul - Victoire à l'extérieur |     |     |     |     |     |     |     |     |     |     |     |     |     |     |     |     |     |     |     |     |

## Statistiques et récompenses

### Meilleur buteur
Le Trophée Pichichi récompense le meilleur buteur de la saison, tandis que le Trophée Zarra est décerné au meilleur buteur espagnol de la saison. Lionel Messi, avec 34 buts, remporte le premier tandis que David Villa, avec 21 buts, remporte le second.
| Pos | Joueur            | Club            | Buts |
| --- | ----------------- | --------------- | ---- |
| 1   | Lionel Messi      | FC Barcelone    | 34   |
| 2   | Gonzalo Higuaín   | Real Madrid     | 27   |
| 3   | Cristiano Ronaldo | Real Madrid     | 26   |
| 4   | David Villa       | Valence CF      | 21   |
| 5   | Diego Forlán      | Atlético Madrid | 18   |

### Meilleur Passeur
| Pos | Joueur       | Club         | Passes |
| --- | ------------ | ------------ | ------ |
| 1   | Xavi         | FC Barcelone | 14     |
| 2   | Daniel Alves | FC Barcelone | 10     |
| 2   | Lionel Messi | FC Barcelone | 10     |

## Prix LFP
Le Prix LFP est une récompense officielle décernée par la Ligue de football professionnel.
| Catégorie           |               |              |
| Catégorie           | Joueur        | Équipe       |
| ------------------- | ------------- | ------------ |
| Meilleur joueur     | Lionel Messi  | FC Barcelone |
| Meilleur entraîneur | Pep Guardiola | FC Barcelone |
| Meilleur gardien    | Víctor Valdés | FC Barcelone |

### Bilan de la saison
- Premier but de la saison :  Raúl González pour le Real Madrid contre Deportivo, 24 minutes et 53 secondes (29 aout 2009)[3].
- Premier pénalty de la saison : 33 minutes and 48 secondes –  Cristiano Ronaldo marque pour le Real Madrid contre le Deportivo (29 août 2009)[3].
- But le plus rapide : 34 secondes –  Riki pour le Deportivo contre Racing Santander (11 avril 2010)
- Les coups du chapeau de la saison :
  -  Roberto Soldado pour Getafe contre Racing Santander (30 aout 2009)[4]
  -  Seydou Keita pour Barcelona contre Zaragoza (25 octobre 2009)
  -  Roberto Soldado pour Getafe contre Xerez (29 novembre 2009)[5]
  -  Lionel Messi pour Barcelona contre Tenerife (10 janvier 2010)[6]
  -  Lionel Messi pour Barcelona contre Valencia (14 mars 2010)[7]
  -  Gonzalo Higuaín pour Real Madrid contre Valladolid (14 mars 2010)[8]
  -  Lionel Messi pour Barcelona contre Zaragoza (21 mars 2010)[9]
  -  Cristiano Ronaldo pour Real Madrid contre Mallorca (5 mai 2010)[10]

### Équipe-type de la Liga BBVA 2009-2010
| Poste | Joueur            | Club                 |
| ----- | ----------------- | -------------------- |
| GK    | Víctor Valdés     | FC Barcelone         |
| DC    | Carles Puyol      | FC Barcelone         |
| DC    | Gerard Piqué      | FC Barcelone         |
| DL    | Dani Alves        | FC Barcelone         |
| DL    | Filipe            | Deportivo La Corogne |
| MDF   | Xabi Alonso       | Real Madrid          |
| MR    | Xavi              | FC Barcelone         |
| MLD   | Jesús Navas       | Séville FC           |
| MLG   | Mata              | Valence CF           |
| Ai    | Cristiano Ronaldo | Real Madrid          |
| AC    | Lionel Messi      | FC Barcelone         |

## Parcours en compétitions européennes
Le parcours des clubs espagnols détermine le coefficient UEFA, et donc les futures places en compétitions européennes des différents clubs.
| Rang | Rang  | Ligue      | Coefficient UEFA 2009 | Coefficient 2005-2009 | Coefficient 2009-2010 | Coefficient UEFA 2010 | Places en Ligue des Champions | Places en Ligue des Champions | Places en Ligue Europa | Places en Ligue Europa |
| 2009 | 2010  | Ligue      | Coefficient UEFA 2009 | Coefficient 2005-2009 | Coefficient 2009-2010 | Coefficient UEFA 2010 | Groupes                       | Barrages                      | Barrages               | 3e tour                |
| ---- | ----- | ---------- | --------------------- | --------------------- | --------------------- | --------------------- | ----------------------------- | ----------------------------- | ---------------------- | ---------------------- |
| 1    | 1 (=) | Angleterre | 79,499                | 63,928                | 17,928                | 81,856                | 3                             | 1                             | 2                      | 1                      |
| 2    | 2 (=) | Espagne    | 74,266                | 61,829                | 17,928                | 79,757                | 3                             | 1                             | 2                      | 1                      |
| 3    | 3 (=) | Italie     | 62,910                | 48,910                | 15,428                | 64,338                | 3                             | 1                             | 2                      | 1                      |

| Participants en Ligue des champions - à partir de la phase de groupes, FC Barcelone (champion d'Espagne), Real Madrid (vice-champion) et FC Séville (3e) ; - du tour de barrages, Atlético Madrid (4e). Participants en Ligue Europa - à partir du troisième tour de qualification, Athletic Bilbao (finaliste de la Coupe) ; - du tour de barrages, Villarreal CF (5e) et Valence CF (6e) ; - des 16es de finale, Atlético Madrid (repêché de Ligue des Champions). Résultats - En qualifications, Atlético Madrid apporte 2 points (2-0-0), Athletic Bilbao, 2 et demi, (2-1-1), Villarreal, 2 (2-0-0) et Valence CF, 2 (2-0-0) ; - Hors qualifications, FC Barcelone apporte 16 points (6-4-2), Real Madrid, 10 (4-2-2), FC Séville, 10 (4-2-2), Atlético Madrid, 14 (3-8-4), Valence CF, 15 (4-7-1), Athletic Bilbao, 8 (3-2-3) et Villarreal, 7 (3-1-4). | Parcours en Ligue des champions - Tour de barrages : Atlético Madrid qualifié (2V) ; - Phase de groupes : FC Barcelone (3-2-1), Real Madrid (4-1-1) et FC Séville (4-1-1) qualifiés, Atlético Madrid (0-3-3) éliminé ; - Huitièmes de finale : FC Barcelone (1V, 1N) qualifié ; Real Madrid (1N, 1D) et FC Séville (1N, 1D) éliminés ; - Quarts de finale : FC Barcelone qualifié (1V, 1N) ; - Demi-finales : FC Barcelone éliminé (1V, 1D) Parcours en Ligue Europa - Troisième tour de qualification : Athletic Bilbao qualifié (1V, 1D) ; - Tour de barrages : Villarreal (2V), Valence CF (2V) et Athletic Bilbao (1V, 1N) qualifiés ; - Phase de groupes : Villarreal (3-0-3), Valence CF (3-3-0) et Athletic Bilbao (3-1-2) qualifiés ; - Seizièmes de finale : Atlético Madrid (1V, 1N) et Valence CF (1V, 1D) qualifiés ; Villarreal (1N, 1D) et Athletic Bilbao (1N, 1D) éliminés ; - Huitièmes de finale : Atlético Madrid (2N) et Valence CF(2N) qualifiés. - Quarts de finale : Atlético Madrid (2N) qualifié ; Valence CF(2N) éliminé. - Demi-finales : Atlético Madrid (1V, 1D) qualifié ; - Finale : Atlético Madrid vainqueur ; |

Coefficient Espagne (saison 2009-2010)
- 33 points de bonifications en Ligue des champions : phase de groupes de Ligue des Champions de FC Barcelone, Real Madrid, FC Séville et Atlético Madrid (4 chacun), huitièmes de finale de FC Barcelone, Real Madrid et FC Séville (5 chacun), quart de finale de FC Barcelone (1 point), demi-finale de FC Barcelone (1 point) ;
- 4 points de bonifications en Ligue Europa : quart de finale de Atlético Madrid et Valence CF(1 point chacun), demi-finale de Atlético Madrid (1 point), finale de Atlético Madrid ;
- Lors des phases de poules et des phases finales, 39 points en Ligue des Champions et 41 points en Ligue Europa (2 points par victoire, 1 par nul) ;
- En tours de qualifications, 8,5 points (1 point par victoire, 0,5 par nul) ;

Soit en tout, 125,5 points pour 7 équipes engagées, donc un coefficient pour la saison 2009-2010 de {\displaystyle 125,5/7=17,928}.
Nouvel indice UEFA 2010 pour l'Espagne{\displaystyle 61,829+17,928=79,757}
| Rang | Rang | Évolution | Club            | Coefficient UEFA 2009 | Coefficient 2005-2009 | Coefficient 2009-2010 | Coefficient UEFA 2010 |
| 2009 | 2010 | Évolution | Club            | Coefficient UEFA 2009 | Coefficient 2005-2009 | Coefficient 2009-2010 | Coefficient UEFA 2010 |
| ---- | ---- | --------- | --------------- | --------------------- | --------------------- | --------------------- | --------------------- |
| 1    | 1    | =         | FC Barcelone    | 121,853               | 106,365               | 30,586                | 136,851               |
| 13   | 13   | =         | Real Madrid     | 78,853                | 62,365                | 22,586                | 84,951                |
| 7    | 7    | =         | Séville FC      | 100,853               | 86,365                | 22,586                | 108,951               |
| 45   | 23   | +22       | Atlético Madrid | 41,853                | 39,365                | 24,586                | 63,951                |
| 12   | 18   | -6        | Villarreal      | 80,853                | 60,365                | 10,586                | 70,951                |
| 26   | 20   | +6        | Valence CF      | 59,853                | 47,365                | 19,586                | 66,951                |
| 92   | 88   | +4        | Athletic Bilbao | 23,853                | 12,365                | 11,586                | 23,951                |